# Coscinia sibirica
Coscinia sibirica är en fjärilsart som beskrevs av Otto Staudinger 1892. Coscinia sibirica ingår i släktet Coscinia och familjen björnspinnare. Inga underarter finns listade i Catalogue of Life.